# ハワード・メンジャー
ハワード・メンジャー（Howard Menger、1922年2月12日-2009年2月25日）は、主に1950年代末から1960年代初頭に活動した自称UFOコンタクティ。

## 略歴
1922年アメリカ合衆国ニューヨーク州ブルックリン出身。1歳の頃にニュージャージー州に移住。本人によれば、10歳の頃UFO（未確認飛行物体）を目撃した後、森の中で（金星から来たという）女性と遭遇し、自らの未来を告げられたとする。
その後成人し、兵役中にも不思議な異星人たちに助けられながら九死に一生を得たという。戦後は看板業を営んでいたが、34歳の頃に農場裏の野原に飛来した円盤を撮影し、さらに後には宇宙船に搭乗して月面へ案内されたとも主張。写真に写った円盤のかたちに歪みが見られるのは、円盤から発する磁気の影響であるという。
1959年に自らの体験記「外宇宙からあなたへ」を出版。著書は世界的な反響を呼び、テレビ・ラジオへの出演および全米を巡り講演活動を行い、ジョージ・アダムスキーと並ぶカリスマ・コンタクティと称される（カリフォルニア州を拠点としていたアダムスキーに対して「東海岸のアダムスキー」とも言われた）。また撮影した円盤がアダムスキーの撮影した円盤とほぼ同じ形状に見えるため、一部からは「アダムスキーの模倣」との批判も受けた。
メンジャーはアダムスキーを尊敬しており、自身の講演旅行中にカリフォルニアを訪れてアダムスキーと少しの時間だけ会って短い会話をかわしたことがある。また1958年に結婚する妻のコニーと出会った際にメンジャーは自分が前世は土星にいて（一部のUFO研究家の本では木星と誤記されている）、コニーは金星にいた記憶を呼び覚ましたという。コニーとの間には一男一女をもうけている。
1965年に「UFO界」からの引退を決めて表舞台から姿を消した。本人によれば、異星人たちと最後に会ったのは1958年であり、別れ際に彼らは「私たちは2012年に再び戻ってきます」と言い残して去っていったという。

## 晩年
1991年に35年の沈黙を破り「ハイブリッジでの出来事」を夫人と共著で出版。引退の理由や政府当局の関与も含めた異星人問題について述べる。本人によれば、1950年代当時、政府からの協力要請を受けて、宇宙人の来訪に関する一般大衆の反応を見る実験のために精神的なメッセージの強調を奨励されたというが、これが一部のUFOジャーナリストに誤解されて「メンジャーは自身の体験記は事実に基づくフィクションであると告白した」と伝えられた（後にメンジャーは「自分は過去の主張を否定したつもりはなく、政府は体験記に何一つ追加も削除も行っておらず、体験は全て事実である」と述べている）。ただしメンジャーは最初の本に書いた「金星人」という言葉は改訂版では削除しており、「私は誤解していた。彼らは金星からやってきたところだと言っただけで、金星人だとは言わなかった。金星の基地を経由して来たのかもしれないし、異次元から来たのかもしれない」と現在は述べている。
1994年には夫人との2冊目の共著「あなたに降り注ぐ光の筋」を出版。後にディスカバリー・チャンネルやドイツ、ノルウェー、スウェーデン、オランダ、イギリスなどのテレビにも出演する。その後は本業の広告看板業を引退し、夫人と共に米国フロリダ州で過ごし、2009年2月25日に逝去。

## 著作
- 2012年に再び戻ってくる　天使的宇宙人とのコンタクト（益子祐司/訳、徳間書店 2007年7月） ISBN 4198623732